# Hrant Enkitarian
Hrant Enkitarian est un homme politique arménien.
Il fut très brièvement Maire d'Erevan, la capitale de l'Arménie, du 18 mars 1975 au 28 avril 1975.